# Аднан ат-Тальяни
Аднан ат-Тальяни (араб. عدنان الطلياني‎; 30 октября 1964, Шарджа) — футбольный нападающий, лучший игрок ОАЭ XX века. Рекордсмен своей сборной как по количеству игр, так и по количеству голов. Всю карьеру провёл в клубе «Аш-Шааб».

## Карьера

### В клубах
Начинал играть в футбол в 1970-х годах на улицах Шарджи. В 1980 году оказался в клубе «Аш-Шааб», играл за первую команду в 1982—1999 годах, с которой дважды вылетал на один сезон из первого дивизиона во второй. Единственными трофеями для него и команды стали Кубок и Суперкубок, завоёванные в 1993 году. Имея в течение карьеры несколько выгодных предложений от других клубов, Аднан не мог сменить команду, так как этому мешали строгие ограничения, действовавшие тогда в эмиратском футболе.

### В сборной
По количеству игр за сборную (164) занимает четвёртое место среди всех футболистов-мужчин. Единственным достижением ат-Тальяни с командой является «серебро» с домашнего Кубка Азии 1996 года, которое позволило им также участвовать в Кубке конфедераций 1997 года, где сам Аднан забил «гол престижа» в провальном матче против Чехии (1:6), ставшем для него последним в футболке игрока сборной. До этого аль-Тальяни участвовал в чемпионате мира 1990 году, где провёл на поле все три матча.

### Прощальный матч
Несмотря на то, что профессиональные выступления в большом футболе ат-Тальяни завершил в 1999 году, свой прощальный матч он сыграл 3 января 2003 года. Чтобы проводить его из футбола, в Абу-Даби приехал «Ювентус», который переиграл со счётом 4:2 сборную мира. Сам виновник торжества вышел на поле на 76 минуте, но голами не отметился.

## Достижения

### Командные
Как игрока национальных сборных ОАЭ:
- Чемпионат мира:
  - Участник: 1990
- Кубок конфедераций:
  - Участник: 1997
- Азиатские игры:
  - Участник: 1986, 1994
- Кубок Азии:
  - Серебряный призёр: 1996
  - Четвёртое место: 1992
  - Участник: 1984, 1988
- Панарабские игры:
  - Участник: 1985
- Кубок наций Персидского залива:
  - Победитель: 1994
  - Бронзовый призёр: 1986, 1988
  - Участник: 1984, 1990, 1992, 1996

Как игрока «Аш-Шааба»:
- Суперкубок ОАЭ:
  - Победитель: 1993
- Кубок ОАЭ:
  - Победитель: 1992/93
- Второй дивизион ОАЭ:
  - Призовое место: 1992/93, 1997/98 (выход в первый дивизион)

### Личные
- Футболист года в Азии (третье место): 1990
- Лучший футболист ОАЭ XX века

Как игрока национальной сборной ОАЭ:
- Рекордсмен по количеству матчей (164)
- Рекордсмен по количеству голов (53)